# United Daughters of the Confederacy
United Daughters of Confederacy (en español: Hijas Unidas de la Confederación) es una asociación hereditaria neoconfederada estadounidense de mujeres descendientes de soldados confederados de la Guerra de Secesión que se dedica a la conmemoración de sus antepasados, a la financiación de monumentos en su honor y a la promoción de la ideología pseudohistórica de la Causa Perdida y la correspondiente supremacía blanca.
Fundado en Nashville (Tennessee) en 1894, el grupo veneró al Ku Klux Klan durante la primera mitad del siglo XX y financió la construcción de un monumento al Klan en 1926. Según el Institute for Southern Studies (Instituto de Estudios del Sur en español), el UDC "elevó [al Klan] a un estatus casi mítico. Se dedicó a vender y preservar artefactos y simbología del Klan. Incluso sirvió como una especie de agencia de relaciones públicas para el grupo terrorista". La sede del grupo se encuentra en el edificio Monumento a las Mujeres de la Confederación, ubicado en Richmond (Virginia), la antigua capital de los Estados Confederados. En mayo de 2020 el edificio fue dañado por un incendio durante las protestas por el asesinato del ciudadano afroestadounidense George Floyd.